# 刚果民主共和国经济
剛果民主共和國擁有大量的天然資源及礦產，然而其經濟於1980年代中期曾劇烈衰退。於1960年剛果民主共和國獨立時，為非洲第2大工業化國家，僅次於南非。剛果民主共和國也以發達的礦業及農業引以為傲。農業為剛果民主共和國的經濟支柱，於1997年時佔了57.9%的國內生產總值，主要經濟作物包括咖啡、棕櫚油、橡膠、棉花、糖、茶及可可，糧食作物則包括樹薯、芭蕉、玉米、落花生及稻米，於1996年時，有66%的勞動力從事農業相關產業。豐富的礦產使剛果民主共和國有著掠奪礦產精煉的複雜歷史，也造成數十年國內的許多紛爭，並以1990年代最為嚴重，非洲第3大國(依面積)的經濟仍十分依賴礦產，然而，許多經濟活動屬非正式的範疇而無法反應在國內生產毛額上 。

## 歷史

### 1990年代
基礎建設不足、不確定的法律架構及貪污，使投資者卻步也組礙經濟成長，國際貨幣基金組織及世界銀行則與新政府交涉以制定共同經濟計劃，然共同改革卻一再延後。面對持續的貨幣貶值，政府於1999年1月採取激烈手段，禁止原先在國內廣泛使用的美元用於國內交易，但隨後有些許調整，其政府無法提供交易所需的外匯，卻以印鈔票平衡支出。由於重要出口產品維持低價及政變後的不穩定，導致2000年經濟衰退。

### 2000年代
於2002年，情況隨著入侵的外國部落撤離而好轉，國際貨幣基金組織及世界銀行亦與剛果民主共和國政府制定共同經濟計劃。

## 重要產業
剛果民主共和國擁有非洲21.5%的森林及水力豐富的剛果河水系，根劇聯合國的報告，剛果民主共和國戰略重要性高也有發展為中非經濟大國的潛力。

### 漁業
漁產為剛果民主共和國最重要的蛋白質來源，於2003年，於海洋、河流及湖泊的漁獲量達236000噸，有5000噸由內陸水域捕獲。

### 林業

剛果民主共和國

剛果民主共和國森林覆蓋率約為58.7%，有相當多木材資源，約有61萬平方公里的森林可供開發，森林開發仍屬起步階段，於下薩伊的Mayumbe地區曾經為主要的森林開發中心，此地區的森林幾乎砍伐殆盡，位於中央盆地及烏班基河谷的大片森林逐步開發。於2003年時約有7217立方公尺的圓木出口，計有14種類的木材，該年森林相關產品出口值約2570萬美元。擴大開發仍需外國資金，政府也體認須調整賦稅結構及出口商品才能建全經濟成長。

## 環境影響

### 礦業

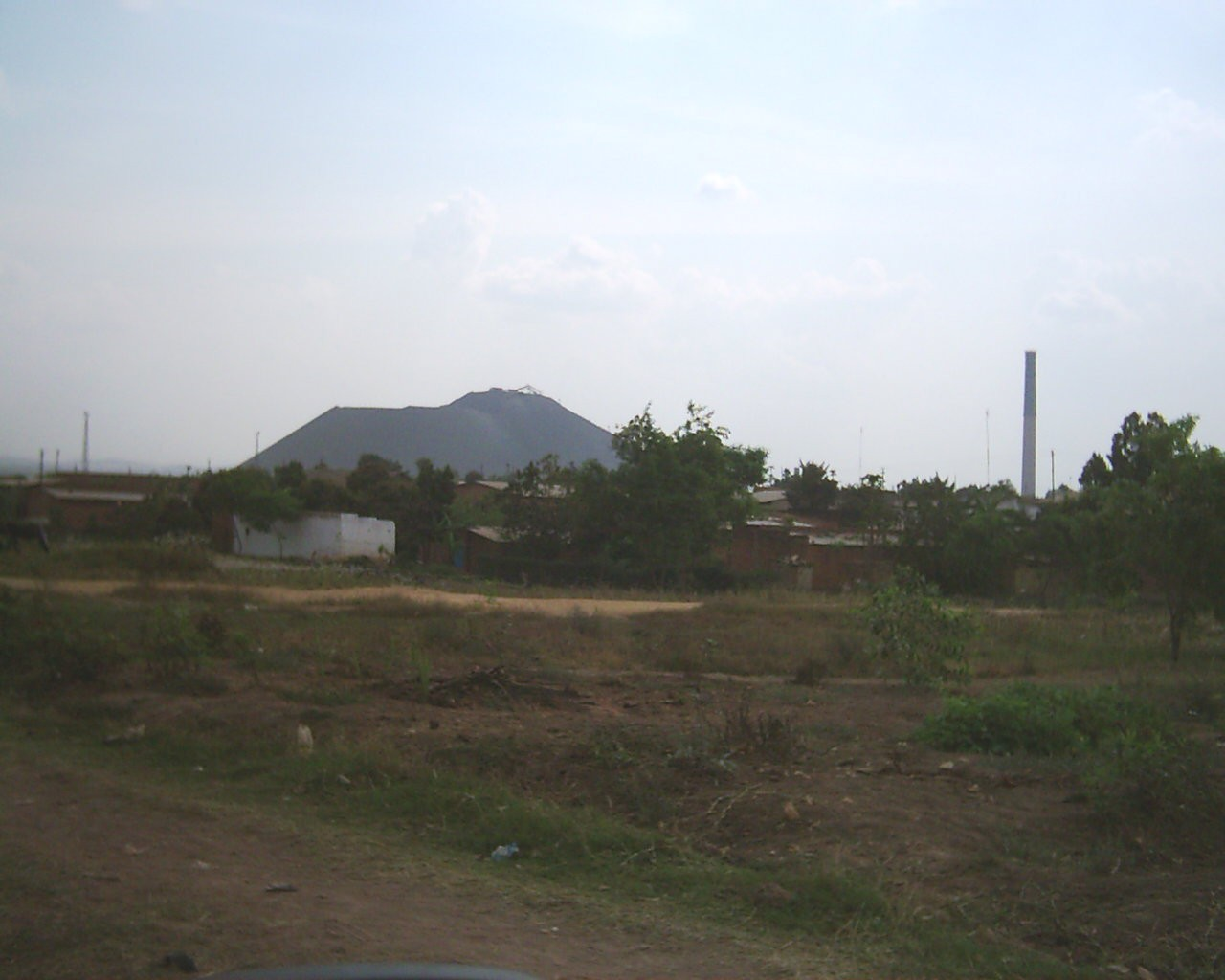
位於盧本巴希銅礦場的礦渣

採礦業於國家公園及野生動物保留區造成影響，如列為世界襲產的Kahuzi-Biega及Okapi野生動物保留區，在此區的礦業多以小規模方式，且多在河岸及河床上運作，造成河岸侵蝕及土壤淤積於河道，採礦使地貌受破壞，礦渣傾倒至河流中而產生汞及氰化物污染，威脅野生動物及居民的健康。

### 伐木業
由於主要砍伐樹種多為硬木，不易留下清晰痕跡，更難以衛星遙測觀察，因此森林砍伐範圍不易評估，但過境邊界的伐木卡車有增多趨勢。砍伐樹木破壞了動物的棲息地，也使盜獵者、礦工及難民更易到達，增加了野生動物的生存壓力或成為食物來源，而木材則被用做燃料來源。

## 外部連結
- 中的“刚果民主共和国经济”
- First Blood Diamonds, Now Blood Computers?（页面存档备份，存于） by Elizabeth Dias, Time Magazine, July 24 2009
- Oasis Kodila Tedika et Francklin Kyayima Muteba, The sources of growth in DRC before independence. A cointegration analysis, CRE Working paper, n°02/10, juin 2010
- First Blood Diamonds, Now Blood Computers?（页面存档备份，存于） by Elizabeth Dias, Time Magazine, July 24 2009